# Kfz-Kennzeichen (Schweden)

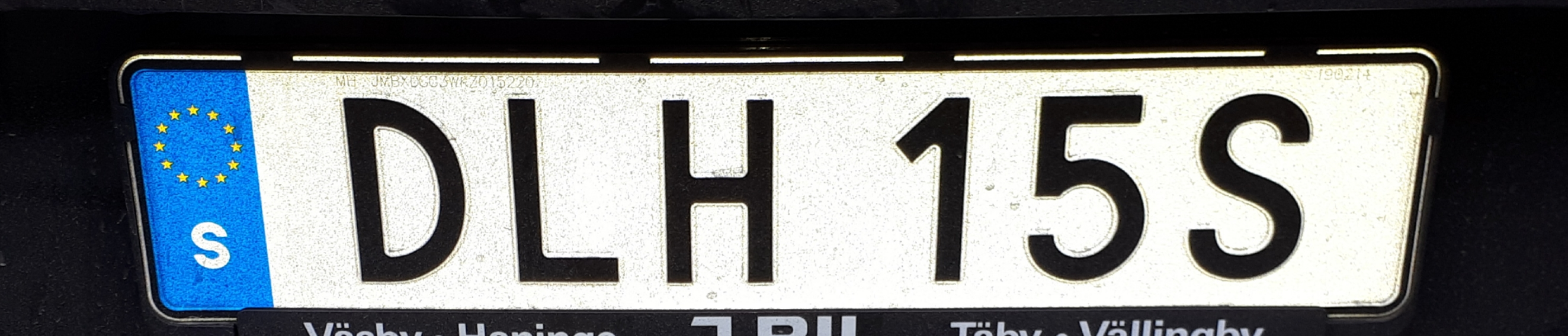
Aktuelles schwedisches Kfz-Kennzeichen seit 2019

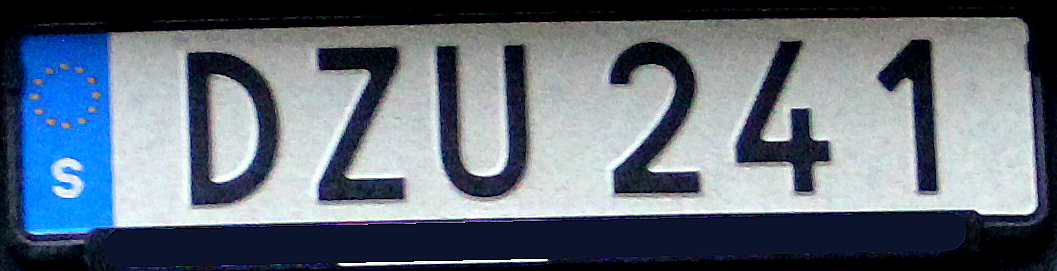
Schwedisches Kfz-Kennzeichen ab 2014

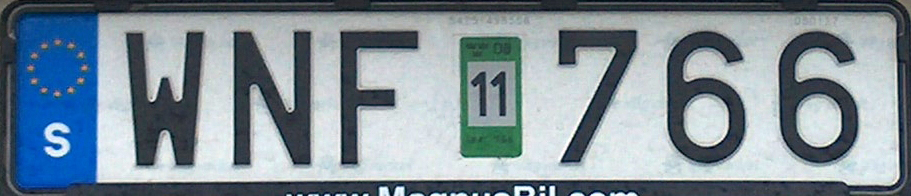
Kennzeichen (2001 bis 2013)

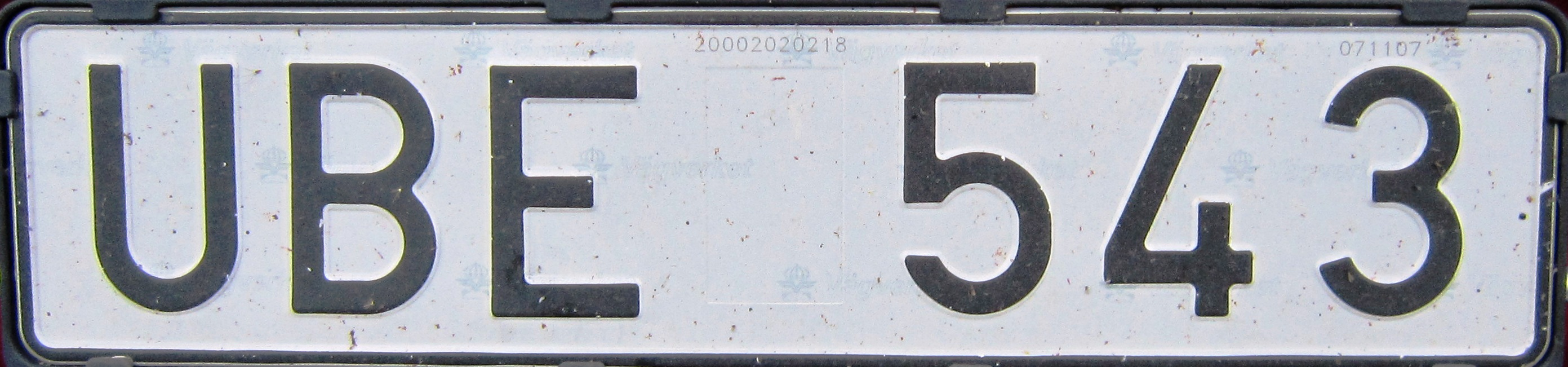
Kennzeichen ohne Eurofeld (2001 bis 2013)

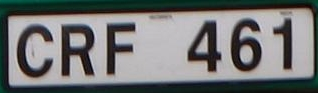
Kennzeichen mit alter Schriftart von 1994 bis 2001

Die Kfz-Kennzeichen in Schweden (schwedisch registreringsskyltar für die Schilder, registreringsnummer für die Nummer) basieren seit 1973 auf einem überregionalen System, bei dem das Fahrzeug eine Seriennummer zugewiesen bekommt, die auch bei Eigentümerwechsel beim Fahrzeug verbleiben. Die Seriennummer besteht aus zwei Blöcken. Der erste Block besteht immer aus drei Buchstaben, der zweite aus drei Ziffern oder zwei Ziffern gefolgt von einem Buchstaben.

## Form und Aufbau
Die Kennzeichen bestehen aus drei Buchstaben und drei Ziffern, die von AAA 001 bis ZZZ 999 sowie von AAA 00A bis ZZZ 99Z fortlaufend vom Transportstyrelsen (ehemals Vägverket) landesweit für ganz Schweden vergeben werden. Sie sind, anders als etwa in Deutschland, Österreich oder der Schweiz, nicht an die Person des Eigentümers und dessen Wohnsitz, sondern an das Fahrzeug gebunden.

### Gestaltung und Maße
Seit Januar 2014 werden nur noch Euro-Kennzeichen ausgegeben. Für Fahrzeuge, an denen die Befestigung normal großer Nummernschilder nicht möglich ist, können auf Antrag verkleinerte Kennzeichen (Maße 300 × 110 mm) ausgegeben werden. Motorradkennzeichen haben die Maße 170 × 150 mm. Nur noch Kurzzeitkennzeichen, Diplomatenkennzeichen und Kennzeichen für Geländefahrzeuge werden ohne blauen Streifen ausgeführt. Das Fabrikat und die Fahrzeugidentifikationsnummer sowie das Ausgabedatum werden klein aufgedruckt, um die Sicherheit zu verbessern.
Seit April 2003 sind Euro-Kennzeichen der Normalfall. Bei Nachbestellungen sank der Anteil der Schilder ohne blauen Streifen immer mehr und betrug zuletzt nur noch elf Prozent. Seit 2002 wird auch ein Teil der Fahrzeugidentifikationsnummer klein auf die Schilder aufgedruckt. Seither sind die Schilder aus Aluminium. Von 1983 bis 2001 wurden Plastikschilder in verschiedenen Ausführungen ausgegeben. Davor waren sie aus Aluminium. Da Plaketten 2010 abgeschafft wurden, ist auf den neuen Schildern (seit 2014) kein Platz mehr für sie vorgesehen.

### Gesperrte Kombinationen
Die Buchstaben I, Q, V, Å, Ä und Ö werden nicht verwendet. Buchstabenkombinationen, die möglicherweise ein anstößiges oder Aufsehen erregendes Wort oder Abkürzung ergeben, wie z. B. FAN (schwedisch für Teufel), GAY, GUD (schwedisch für Gott), NEJ (schwedisch für nein), SEX oder WTC (Abkürzung für das frühere World Trade Center), werden nicht vergeben. Zuletzt waren 150 Buchstabenkombinationen gesperrt. Im Oktober 2010 wurden 81 davon als Reserve wieder freigegeben.
Derzeit (Stand März 2025) sind 98 Kombinationen gesperrt. Die Sperren betreffen nur Neuregistrierungen, so dass rund 12 % der eigentlich gesperrten Kombinationen derzeit (Stand Oktober 2018) noch vergeben sind. Diese werden erst durch endgültige Abmeldung oder Verschrottung mit der Zeit verschwinden.
Die Buchstabenkombination MLB wird nicht ausgegeben, da diese für Filmaufnahmen und Werbung reserviert ist. Sie werden von Transportstyrelsen ausgeliehen und dürfen nicht auf öffentlichen Straßen verwendet werden. Die Kombination findet auch zur Illustration von Kennzeichenmustern Anwendung.

### Anzahl möglicher Kennzeichen
Insgesamt sind mittlerweile rund 39 Millionen Kombinationen möglich.
Bei den bis 2019 vergebenen Kennzeichen nach dem Muster AAA 000 waren es nur 12 Millionen Kombinationen, was nach und nach zu einer Kennzeichenknappheit führte. Ursprünglich waren nur die Anfangsbuchstaben A bis G ausgegeben worden. Über die Jahre wurden die nachfolgenden Buchstaben ausgegeben, bis man ab Oktober 2015 alle Anfangsbuchstaben verwendete. Außerdem wurden blockweise ältere Kennzeichen, die früher für mittlerweile verschrottete Fahrzeuge verwendet wurden, für neue Fahrzeuge wiederverwendet. Aufgrund der steigenden Zahl an Neuzulassungen in Schweden war aber absehbar, dass die Kennzeichen des bestehenden Systems trotz der noch vorhandenen Reserven und der Wiedervergabe älterer Kennzeichen nur noch weitere fünf bis sieben Jahre (Stand 2015) ausreichen würden. Im Mai 2015 wurde daher von Transportstyrelsen der Vorschlag veröffentlicht, in Zukunft Kennzeichen auszugeben, bei denen die dritte Ziffer durch einen Buchstaben ersetzt wird (AAA 01A bis ZZZ 99Z ohne den Buchstaben O). Diese Änderung trat am 1. April 2017 in Kraft. Hierdurch stieg die Zahl der denkbaren Nummernkombinationen auf 39 Millionen an. Die neuen Kennzeichen werden seit 2019 vergeben.

### Kennzeichenwechsel
In Ausnahmefällen, in denen besondere Gründe hierfür vorliegen, kann das Kennzeichen auf Antrag gewechselt werden. Nach einem Diebstahl der Schilder kann ein Schilderwechsel genehmigt werden, wenn dem Eigentümer Unannehmlichkeiten durch die missbräuchliche Verwendung der gestohlenen Schilder entstanden sind (z. B. nicht durch den Eigentümer verursachte Strafen). Sollte das Fahrzeug eine Buchstabenkombination haben, die in der Zwischenzeit gesperrt wurde, kann ein Wechsel auch möglich sein. Ausdrücklich nicht akzeptierter Grund ist der Wechsel der Schlussziffer, um einen anderen Steuermonat zu erhalten. Auch die Ansicht des Fahrzeugeigentümers, die Kombination sei unpassend, genügt nicht.

## Eigentümerwechsel
Wer in Schweden einen Neuwagen erwirbt, muss dem Fahrzeug ein Kennzeichen zuteilen lassen, welches dann stets am Fahrzeug verbleibt; bei einem Weiterverkauf muss lediglich der neue Eigentümer bekanntgegeben werden. Aus diesem Grund werden auch Gebrauchtfahrzeuge immer bereits mit den Kennzeichenschildern erworben.
Aufgrund des Fehlens einer regionalen Unterscheidung zieht auch ein Wohnortwechsel des Eigentümers oder der Verkauf des Fahrzeuges in einen anderen Verwaltungsbezirk keine Änderung des Kennzeichens nach sich, lediglich die geänderten Eigentümerdaten müssen ordnungsgemäß gemeldet werden, woraufhin neue Fahrzeugpapiere für den aktuellen Fahrzeughalter ausgestellt werden.
Erst wenn das Fahrzeug am Ende seiner Nutzungsdauer einer Entsorgung zugeführt und damit endgültig abgemeldet wird oder das Fahrzeug in ein anderes Land überführt wird, werden die Schilder eingezogen. Es ist daher möglich, die gesamte Eigentümergeschichte eines Fahrzeuges genau zurückzuverfolgen. Es besteht sogar die Möglichkeit, alle Daten zu einem Fahrzeug über das Internet abzufragen. Per SMS kann sogar der Halter direkt in Erfahrung gebracht werden.

## Steuer
Die Endziffer des Kennzeichens gibt den Steuermonat („uppbördsmånad“) an. Endet das Kennzeichen auf einen Buchstaben, kommt die Zahl davor zur Anwendung. Steuerpflichtig ist, wer zu Beginn dieses Monats Eigentümer des Fahrzeugs ist.
| Schlussziffer | Steuermonat |
| ------------- | ----------- |
| 1             | April       |
| 2             | Mai         |
| 3             | Juni        |
| 4             | August      |
| 5             | Oktober     |
| 6             | November    |
| 7             | Dezember    |
| 8             | Januar      |
| 9             | Februar     |
| 0             | März        |

## Besondere Kennzeichentypen

### Kennzeichen für Taxis

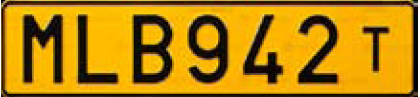
Kennzeichen für Taxis (bis 2014, seither als Euro-Kennzeichen, seit 2017 ohne Zusatzbuchstaben T)

Für Taxis werden Kennzeichen mit gelbem Hintergrund vergeben. Neu ausgegebene Schilder ab 2014 sind als Euro-Kennzeichen ausgeführt. Ältere Kennzeichen waren etwas weniger breit als reguläre Kennzeichen und hatten weder eine Prüfplakette noch eine Europakennung.
Bis 31. März 2017 folgte nach der normalen Buchstaben-Ziffern-Kombination der Buchstabe T (z. B. ABC 123 T). Seit dem 1. April 2017 wird aus Kostengründen darauf verzichtet.
Wird ein Taxi später als Gebrauchtwagen weiterverkauft, werden die Taxikennzeichen durch entsprechende weiße Standardkennzeichen ersetzt (z. B. ABC 123 T während der Zugehörigkeit zu einem Taxiunternehmen, ABC 123 nach einem Weiterverkauf an eine Privatperson).

### Wunschkennzeichen

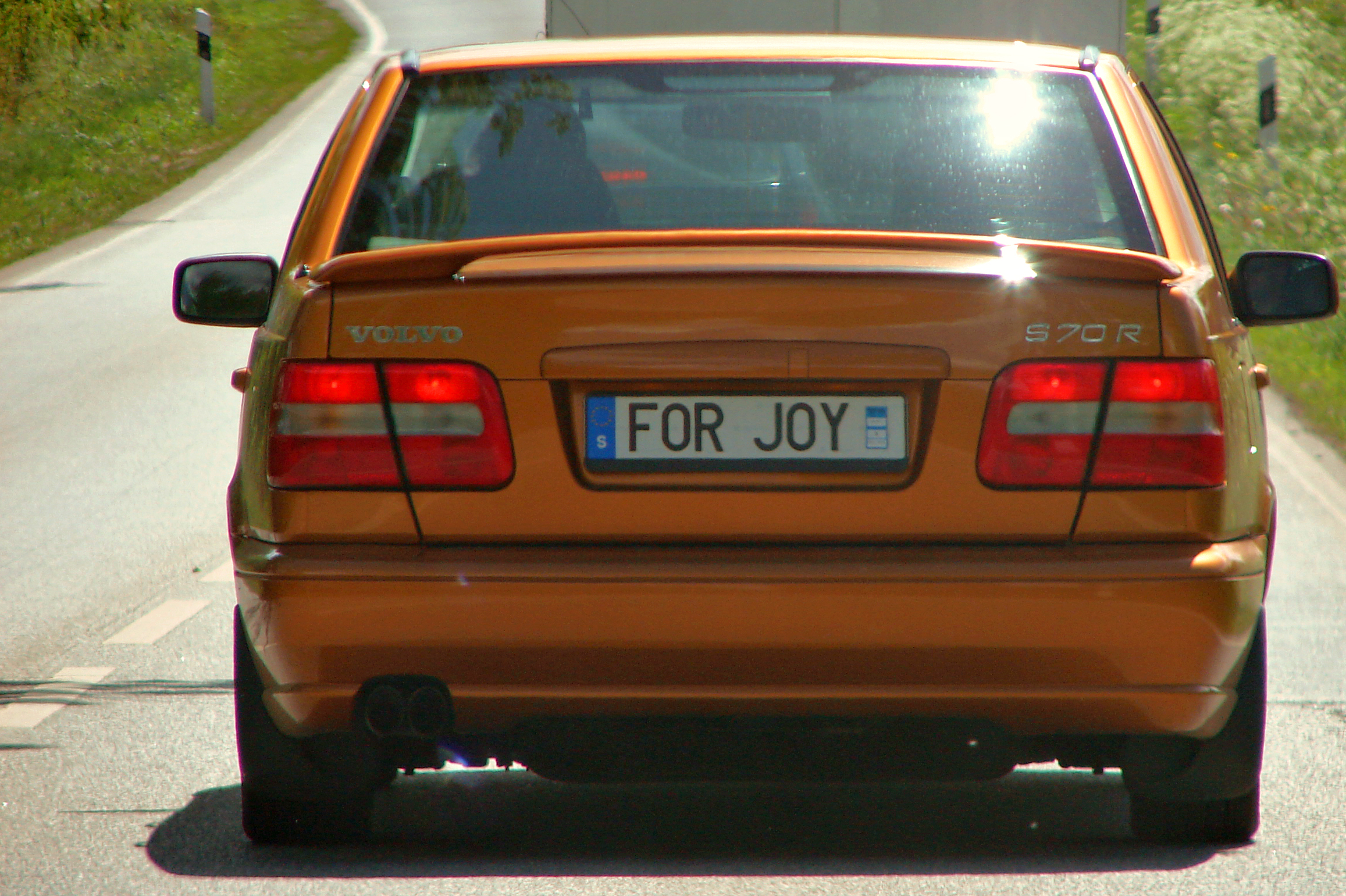
Wunschkennzeichen

Seit 1988 besteht die Möglichkeit, für 6900 SEK (ca. 619 Euro) ein persönliches Kennzeichen zu erwerben. Dabei muss das Fahrzeug zuerst mit dem standardmäßigen Kennzeichen auf den Eigentümer angemeldet werden, danach kann dem Eigentümer ein Wunschkennzeichen zugeteilt werden. Im Prinzip kann jeder beliebige Wortlaut (mit zwei bis sieben Zeichen) gewählt werden, nicht jedoch Kombinationen, die den normalen Kennzeichen entsprechen (drei Buchstaben und drei Ziffern), anstößige Ausdrücke enthalten, eventuell Namensrechte (z. B. Markenzeichen) verletzen oder die bereits vergeben wurden. Alle Anträge werden entsprechend geprüft. Bei Wunschkennzeichen können auch die Buchstaben I, Q, V, Å, Ä und Ö verwendet werden. Um ähnlich aussehende Kombinationen zu vermeiden, werden bei der Prüfung auf Doppelungen der Buchstabe O und die Ziffer 0 als dasselbe Zeichen betrachtet. Auf Schildern, die von der Standardgröße abweichen, dürfen nur sechs Zeichen verwendet werden. Schilder mit sieben Zeichen sind allgemein erst seit 2004 möglich.
Die Prüfplakette wurde bei persönlichen Kennzeichen am rechten Rand angebracht. Seit 2000 ist auch eine Verlängerung der normalen 10-jährigen Nutzungsdauer möglich. Eine Verlängerung für fünf Jahre kostet 3500 Schwedische Kronen (ca. 314 Euro), eine Verlängerung für zehn Jahre wie bei der Erstbeantragung 6000 Schwedische Kronen (ca. 538 Euro). Bei der Verlängerung des Schilderrechts wird erneut eine Prüfung auf die Zulässigkeit der Wunschkombination durchgeführt. Wird keine Verlängerung beantragt, müssen die Schilder eingesandt werden.
Wird das Fahrzeug weiterverkauft, muss der Inhaber des Wunschkennzeichens seine persönlichen Schilder vom Fahrzeug entfernen und die ursprünglichen Kennzeichen, die dem Fahrzeug zugeteilt wurden, wieder anbringen.
Die Einnahmen aus der Vergabe von Wunschkennzeichen werden an Skyltfonden (Schilderfonds) weitergereicht, womit Projekte zur Verbesserung der Verkehrssicherheit unterstützt werden.
Im Jahr 2000, als Verlängerungen möglich wurden, wurden 3404 Schilder ausgegeben bzw. verlängert. Diese Zahl wurde seither nicht wieder erreicht. Als im Jahr 2004 bis zu sieben Zeichen erlaubt wurden, stieg die Zahl auf 2661. In den übrigen Jahren seit 2000 wurden nur geringere Zahlen erreicht, in den Jahren 2011 und 2012 lag sie unter 2000. Die Schilder sind relativ selten. Im November 2013 waren 17.611 Kennzeichen ausgegeben, von denen aber nur 13.511 Schilder auch tatsächlich an ein Fahrzeug gebunden und damit im Verkehr einsetzbar waren.
Zur gleichen Zeit waren insgesamt 7.088.390 Fahrzeuge zugelassen, so dass nur für ca. 0,2 % der Fahrzeuge ein Wunschkennzeichen registriert war.

### Kennzeichen für vorübergehende Zulassung

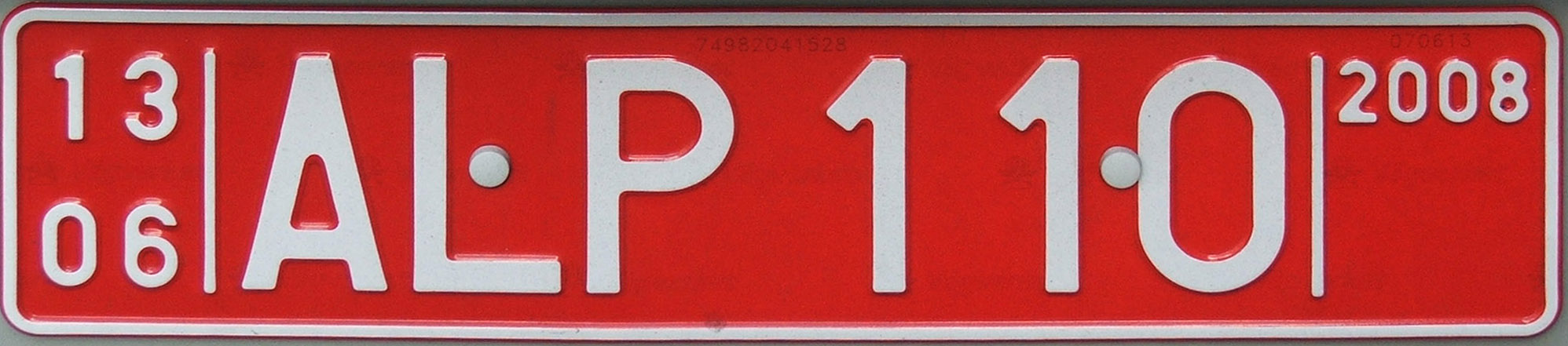
Kennzeichen für eine vorübergehende Zulassung

Diese haben weiße Buchstaben auf rotem Grund. Am rechten und linken Rand sind Angaben zur Gültigkeitsdauer eingeprägt. Diese Kennzeichen werden zur vorübergehenden Zulassung z. B. beim Import oder Export von Fahrzeugen verwendet.
Beim Import eines Fahrzeugs kann die Zulassung nur für die Verwendung in begrenzten Umfang („begränsad omfattning“) ausgestellt werden. Dies kann der Fall sein, wenn das Fahrzeug nicht aus dem EWR stammt oder zuvor nur zeitlich begrenzt im Ursprungsland registriert war. Die Begrenzung bedeutet, dass das Fahrzeug nicht für alle Fahrten verwendet werden darf, sondern nur für zwingend notwendige Fahrten zur Einfuhr und regulären Zulassung. Dies beinhaltet Fahrten von Häfen, Bahnhöfen etc. zu einem Parkplatz oder einer Werkstatt sowie Fahrten von und zu einer Organisation, die die notwendigen Überprüfungen vor einer regulären Zulassung durchführen darf. Es ist jeweils der kürzeste verhältnismäßige Fahrtweg zu wählen. Bei dieser Art der Zulassung steht unten rechts ein weißes „B“ auf dem Kennzeichen.

### Überführungskennzeichen

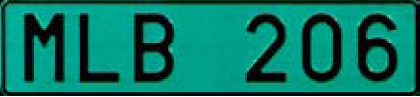
Überführungskennzeichen

Überführungskennzeichen haben schwarze Zeichen auf blaugrünem Grund. Sie werden von Fahrzeugherstellern oder -händlern für das Fahren mit unregistrierten bzw. abgemeldeten Fahrzeugen oder bei Probefahrten verwendet. Die Zeichenkombination besteht wie beim Standardkennzeichen aus drei Buchstaben und drei Ziffern (z. B. ABC 123). Es wird nur ein Kennzeichen für das Heck des Fahrzeuges vergeben. Diese Kennzeichen werden an das jeweilige Unternehmen (z. B. Händler oder Werkstätte) vergeben und können immer wieder verwendet werden – auch zusammen mit regulären Kennzeichen am Fahrzeug, etwa bei Probefahrten vor einem Verkauf oder nach Reparaturen. In solchen Fällen trägt das jeweilige Unternehmen, dem das Überführungskennzeichen zugeordnet wurde, sowie dessen Versicherung die Verantwortung bzw. Haftung für das Fahrzeug.
Neu ausgegebene Schilder ab 2014 sind als Euro-Kennzeichen ausgeführt. Davor hatten die Kennzeichen keinen blauen Streifen.

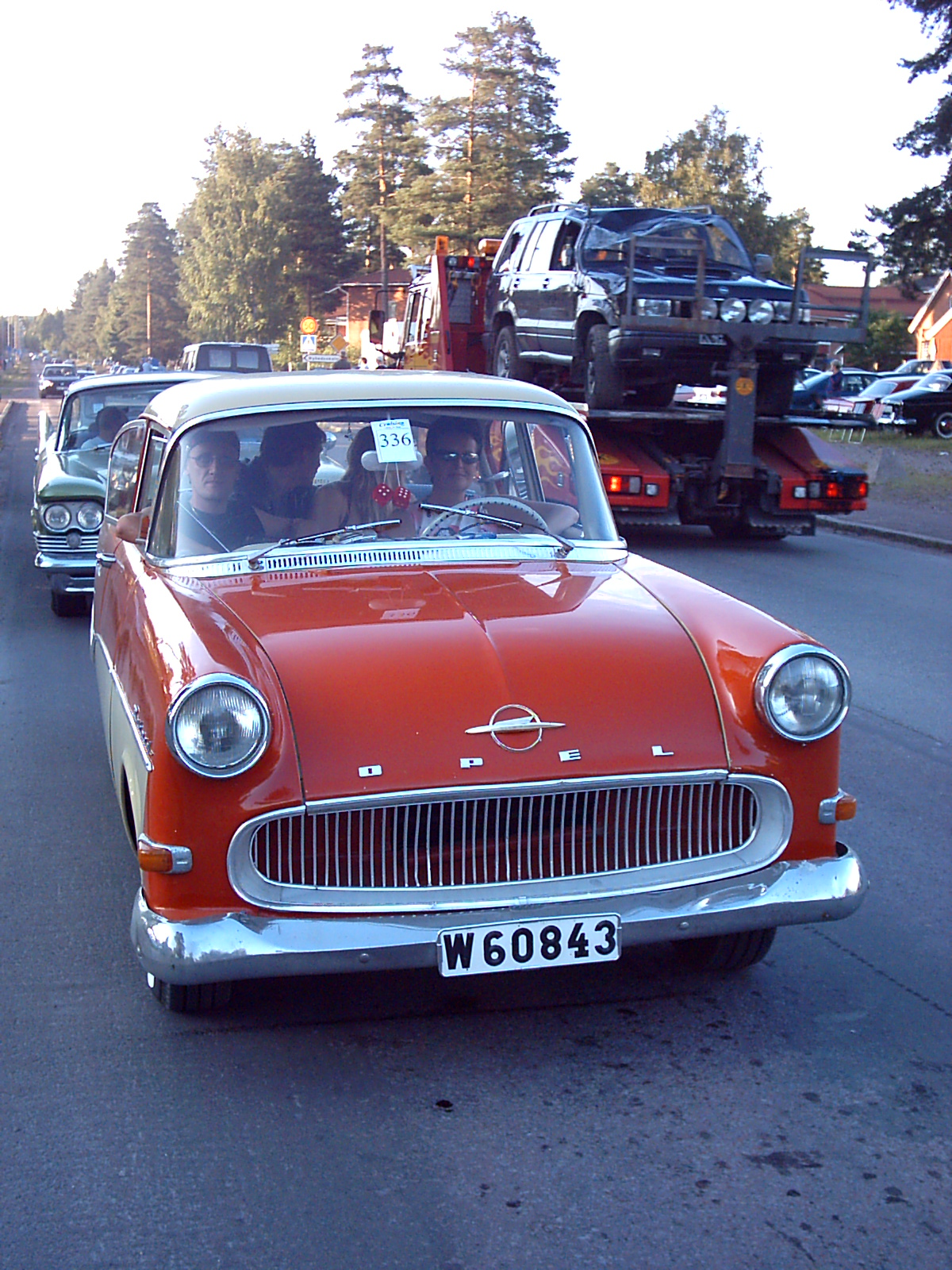
Historisches Kennzeichen

### Provisorische Kennzeichen
Provisorische Kennzeichen werden von der Polizei kurzfristig ausgegeben, wenn ein Kennzeichen abhandengekommen ist. Sie haben handgeschriebene schwarze Buchstaben auf gelbem Grund und tragen den Dienststempel der ausgebenden Polizeistation.

### Militärkennzeichen

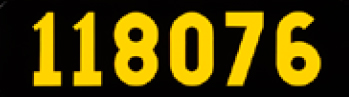
Militärkennzeichen

Militärfahrzeuge führen noch heute Kennzeichen, deren Schrift und Aufmachung dem alten Kennzeichensystem von vor 1973 entspricht. Sie zeigen gelbe Schrift auf schwarzem Grund und bestehen nur aus fünf bis sechs Ziffern.
Das militärische Fahrzeugregister wird nicht vom zivilen Transportstyrelsen, sondern vom Försvarets materielverk (etwa: Beschaffungsamt der Streitkräfte) verwaltet.

### Diplomatenkennzeichen

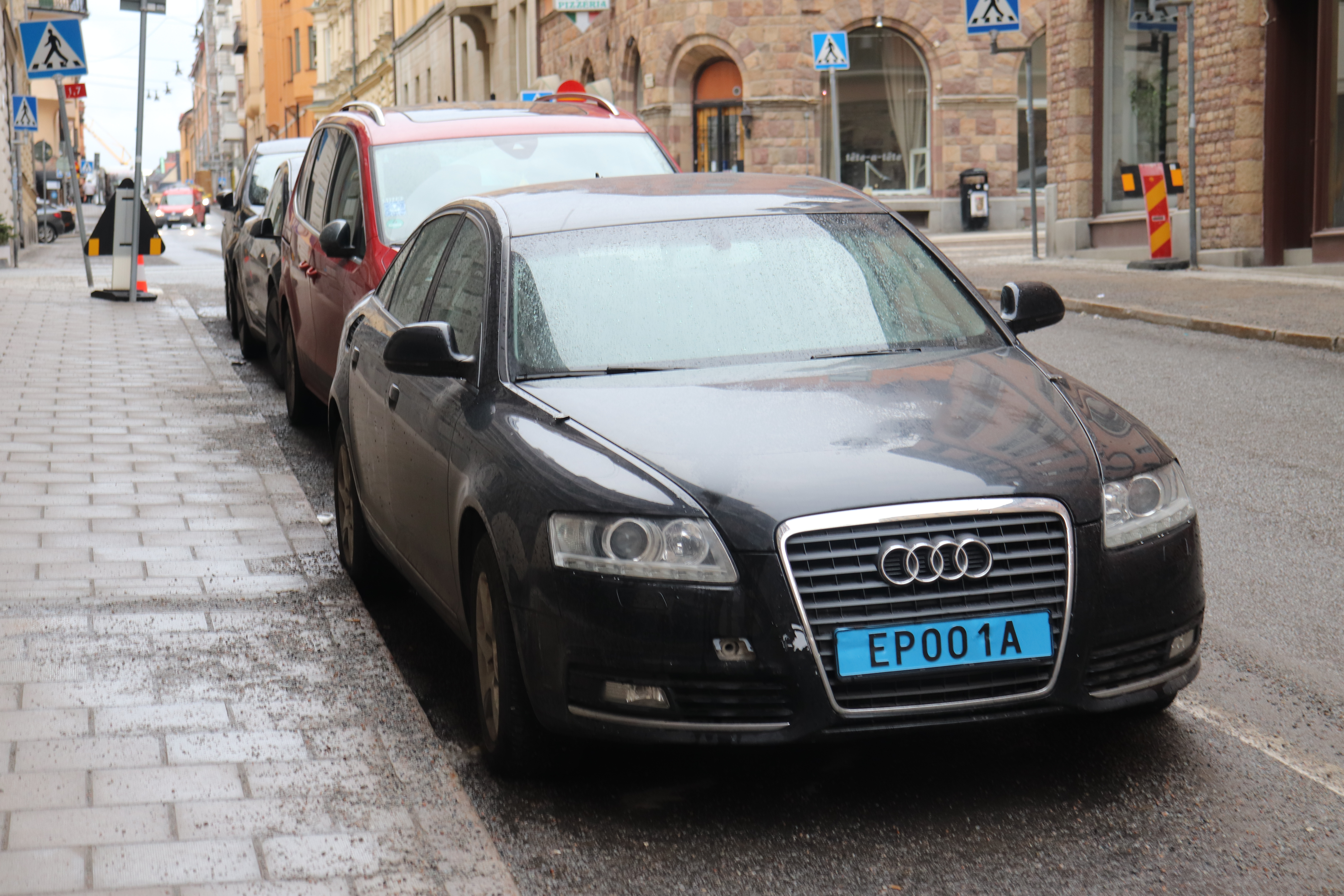
Diplomatisches Kennzeichen, EP für Nordmazedonien, A für den Leiter der Vertretung, in diesem Fall der Botschafter des Landes

Diese haben schwarze Zeichen auf einem hellblauen Grund und können ein- oder zweizeilig sein. Sie haben am Anfang zwei Buchstaben, dann drei Ziffern und am Ende wieder einen Buchstaben (z. B. AF 083D). Die ersten beiden Buchstaben kennzeichnen den Entsendestaat und der letzte Buchstabe den diplomatischen Status des Fahrzeughalters. Die zwei für den Entsendestaat stehenden Buchstaben werden beginnend mit AA vergeben, wobei die Staaten alphabetisch nach ihrem Namen in Französisch sortiert werden. AA steht daher für Südafrika (franz. Afrique du Sud), AB für Albanien (franz. Albanie) usw. Deutschland hat AD (franz. Allemagne), Österreich hat AL (franz. Autriche) und die Schweiz DE (franz. Suisse). Diese reguläre Sortierung endet bei DT, das Simbabwe (franz. Zimbabwe) zugeteilt wurde.
Alle darauf folgenden Kombinationen stehen entweder für internationale Organisationen, wie z. B. DU für das UNHCR, oder für Staaten, die erst später eine diplomatische Vertretung in Schweden eingerichtet haben, wie z. B. neu gebildete Staaten. Beispielsweise steht der Code FN für Neuseeland, das erst 2008 eine Botschaft in Schweden eröffnete.
Bei den ursprünglichen Kennzeichen haben sich durch staatliche Umbildungen Änderungen ergeben. So ist Russland (franz. Russie) als Nachfolgestaat der Sowjetunion (franz. Union des républiques socialistes soviétiques) zwischen der Türkei (franz. Turquie) und Uruguay eingeordnet. Ähnlich ist es mit Serbien (franz. Serbie), das den Code Jugoslawiens (franz. Yougoslavie) zwischen Vietnam und Sambia (franz. Zambie) eingenommen hat.
Bestimmte Kombinationen sind gar nicht vergeben. So werden wie bei den regulären Kennzeichen die Buchstaben I, Q, V, Å, Ä und Ö nicht verwendet. Weiterhin gibt es keine Kennzeichen mit dem Buchstaben O. Die Kombinationen DC, EU, EW, EZ, FR und FS sind derzeit nicht vergeben.
| AA Südafrika AB Albanien AC Algerien AD Deutschland AE Armenien AF Vereinigte Staaten AG Angola AH Saudi-Arabien AJ Argentinien AK Australien AL Österreich AM Bangladesch AN Belgien AP Bolivien AR Botswana AS Brasilien AT Bulgarien AU Kanada AW Chile AX Volksrepublik China AY Kolumbien AZ Südkorea BA Nordkorea BB Afghanistan BC Kuba BD Dänemark BE Dominikanische Republik BF Ägypten BG Ecuador BH Spanien BJ Äthiopien BK Finnland BL Frankreich BM Vereinigtes Königreich BN Griechenland BP Guatemala BR Kasachstan BS Ungarn BT Indien BU Indonesien BW Irak BX Iran BY Irland | BZ Island CA Israel CB Italien CC Japan CD Kenia CE Laos CF Libanon CG Libyen CH Malaysia CJ Marokko CK Mexiko CL Mosambik CM Nicaragua CN Nigeria CP Norwegen CR Katar CS Pakistan CT Panama CU Niederlande CW Peru CX Philippinen CY Polen CZ Portugal DA Rumänien DB Senegal DC derzeit nicht vergeben DD Sri Lanka DE Schweiz DF Tansania DG Tschechien DH Thailand DJ Tunesien DK Türkei DL Russland DM Uruguay DN Venezuela DP Vietnam DR Serbien DS Sambia DT Simbabwe DU UNHCR DW World Maritime University DX Nordischer Rat | DY Namibia DZ Sudan EA ESA EB Europäische Union EC Burundi ED Estland EE Lettland EF Litauen EG Kroatien EH Slowenien EJ Slowakei EK Bosnien und Herzegowina EL Eritrea EM Ukraine EN Zypern EP Nordmazedonien ER Kuwait ES Honduras ET Ruanda EV International Institute for Democracy and Electoral Assistance EW derzeit nicht vergeben EX Kap Verde EY Ostseerat EZ derzeit nicht vergeben FA Belarus FB Republik Kongo FC El Salvador FD Syrien FE Global International Waters Assessment FF Apostolische Nuntiatur/ Vatikanstadt FG Europäische Kommission FH Global Water Partnership FJ Vereinigte Arabische Emirate FK Moldau FL Georgien FM Aserbaidschan FN Neuseeland FP Mongolei FT Kosovo FU Paraguay FW Palästina |

Der Buchstabe am Ende des Kennzeichens steht für die Position des Fahrzeuginhabers:
- A steht für den Botschafter oder den Leiter der jeweiligen Gesandtschaft
- B für Botschaftsfahrzeuge
- C für Diplomaten
- D administrative und technische Bedienstete
- E für Konsulatfahrzeuge (nicht Honorarkonsulat)
- F Konsul (nicht Honorarkonsul)
- G Konsulatbedienstete
- H Internationale Organisationen
- I Bedienstete von internationalen Organisationen

### Rennfahrzeugkennzeichen
Für Rallyefahrzeuge und Rennmotorräder gibt es seit 2014 orangefarbene reflektierende Schilder mit den normalen Maßen und Europakennung.

### Verwendung historischer Kennzeichen
Halter historischer Fahrzeuge fahren oft bei Veranstaltungen mit ihrem alten Kennzeichen, das vorne am Fahrzeug angebracht wird, wobei hinten das aktuell gültige verbleibt. Dies wird meist geduldet, obwohl die alten Kennzeichen eigentlich bei der Umstellung auf das neue System im Jahr 1973 ungültig wurden.

## Frühere Kennzeichen und Kennzeichenmerkmale

### Bestimmung des Vorführmonats für die technische Überprüfung (bis 2018)
Bis Mai 2018 bestimmte sich der Monat für die jährliche technische Überprüfung für die meisten Fahrzeuge unter 3,5 t zulässigem Gesamtgewicht ebenso aus der Schlussziffer, die auch für den Steuermonat maßgeblich ist. Der Vorführmonat lag hierbei immer drei Monate vor dem Steuermonat. Die Überprüfung durfte in den fünf Monaten vor dem Steuermonat stattfinden. Ausgenommen hiervon waren Neufahrzeuge und mehr als 30 Jahre alte Fahrzeuge. Seit Mai 2018 muss die Überprüfung spätestens 14 Monate nach der letzten stattfinden. Für Neufahrzeuge und Fahrzeuge, die mehr als 30 Jahre alt sind, galten und gelten andere Regeln. Die Regeln für andere Fahrzeugtypen sind unterschiedlich.

### Kontrollplakette (bis 2009)

Plakette

Bis einschließlich 2009 gab es für schwedische Kennzeichen eine Kontrollplakette, die Steuermarke und Prüfplakette in einem war. Im vorigen System wurden diese Funktionen noch von getrennten Marken versehen. Auf Beschluss der schwedischen Regierung im Herbst 2009 werden seit 2010 keine neuen Kontrollplaketten mehr vergeben. Die Abschaffung geschah mit Blick auf die fehlende Notwendigkeit, da die Polizei über hinreichende technische Möglichkeiten verfügt, auf elektronischem Wege jederzeit und überall die Gültigkeit einer Zulassung zu überprüfen.
Mit dieser Maßnahme sollen jährlich 50 Millionen Schwedische Kronen (etwa fünf Mio. Euro) Verwaltungskosten eingespart werden. Der Vorschlag wurde zuvor unter anderem von der Steuerbehörde Skatteverket kritisiert, da nicht zugelassene Autos hierdurch nicht mehr so leicht zu erkennen seien. Die Polizei wies darauf hin, dass die Ausstattung mit mobilen Computern erst in einigen Jahren in vollem Umfang gewährleistet sein werde und die bisherige Plakette ein gutes Auswahlkriterium bei Kontrollen sei.
Schon vor der Abschaffung hatten viele Fahrzeughalter, obwohl mit einem Bußgeld bewehrt, die neue Marke nicht angebracht und waren mit veralteten Marken unterwegs. Nach der Abschaffung dürfen alte Kontrollplaketten am Fahrzeug verbleiben.
Die Kontrollplakette wurde am hinteren Schild zwischen den Buchstaben und den Ziffern angebracht. Sie zeigte an, wann die nächste Steuer fällig ist. Jedes Jahr hatte eine andere Farbe: Gelb für 2007; Grün für 2008; Rot für 2009; Blau für 2010. Nach der Farbe Blau wurde wieder mit Gelb begonnen. Dieses rollende Schema wurde 1979 eingeführt. Zuvor hatte es u. a. auch Plaketten in den Farben Orange und Lila gegeben. Links oben befanden sich die drei Kronen als Symbol des schwedischen Staates, rechts oben die letzten zwei Ziffern des jeweiligen Jahres. In der Mitte befand sich eine große Zahl, die den jeweiligen Steuermonat angab. Unterhalb dieser Zahl war nochmals klein die Nummer des Kennzeichens abgedruckt. Die Gestaltung des Hintergrunds änderte sich über die Jahre. Seit 1997 war der Bereich mit der großen Zahl grau. Durch Wegkratzen dieser Zahl wurde ein Code sichtbar, der für die Stilllegung des Fahrzeugs benötigt wurde.
Die Plaketten wurden nach Bezahlung der Steuer und erfolgreicher Überprüfung per Post an den Halter versandt und von diesem angebracht. Der letzte Versand dieser Plaketten fand am 18. Dezember 2009 statt, weil danach nicht mehr zu erwarten war, dass die Marke noch eine Funktion vor dem Jahreswechsel 2009/10 erfüllen würde.
Neben den regulären Kontrollplaketten gab es noch temporäre Plaketten, die bei Inbetriebnahme eines Fahrzeugs (z. B. nach vorübergehender Stilllegung) an den Halter versandt wurden. Diese hatten das gleiche Format und die gleiche Farbe wie die regulären Plaketten des jeweiligen Ausstellungsjahres. Jedoch war auf ihnen keine große Zahl aufgedruckt. Sie hatten stattdessen drei weiße Felder, die weitere Daten enthielten.

### Altes System (1906–1973)

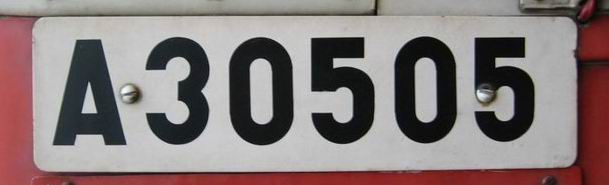
Kennzeichen bis 1973

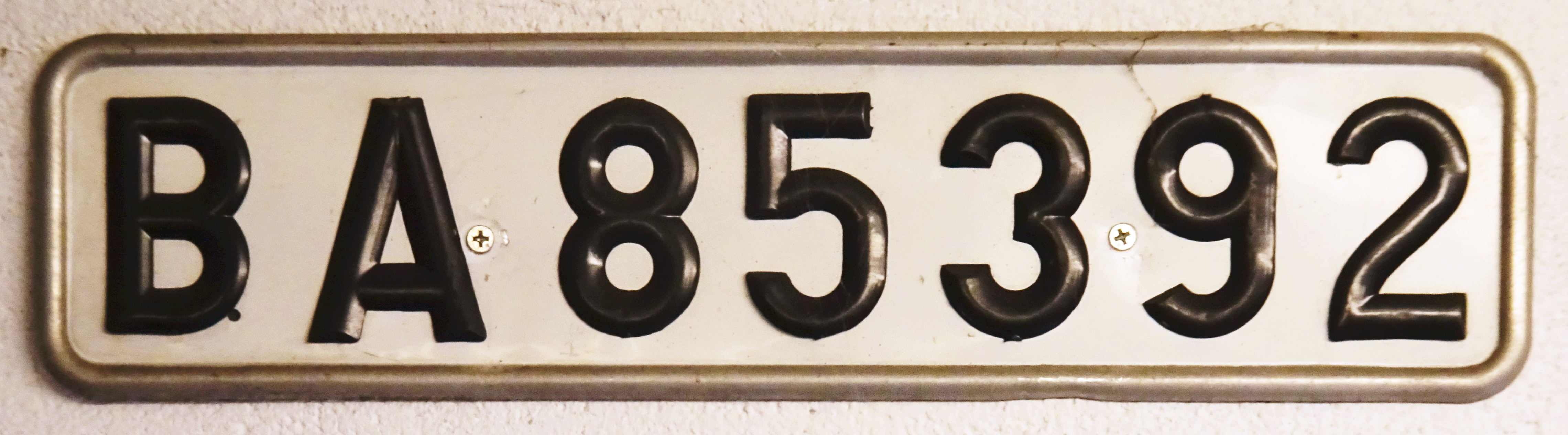
Kennzeichen mit zwei Buchstaben

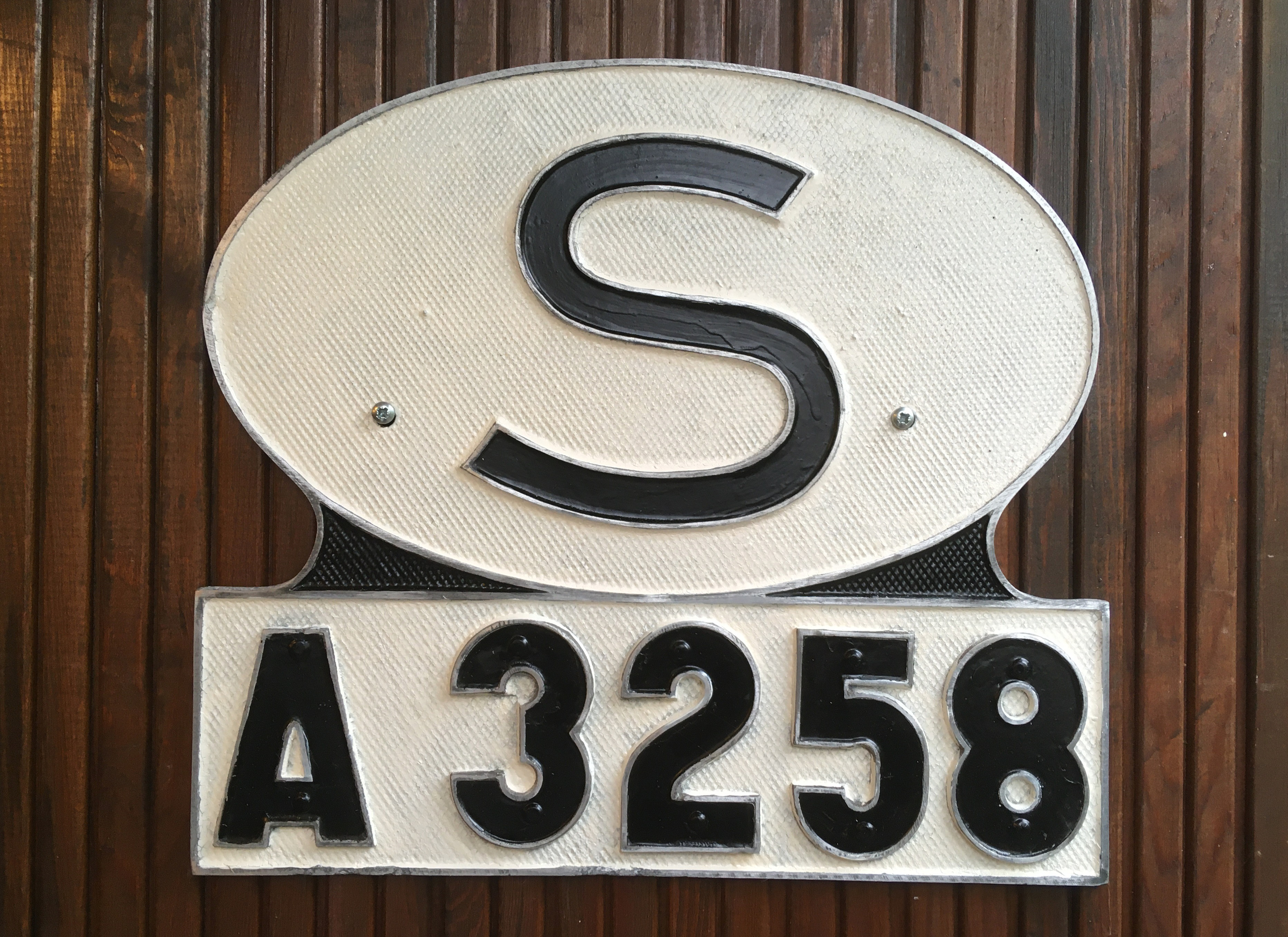
Kennzeichen mit Nationalitätszeichen

Bei den alten Kennzeichen, die seit der Einführung der Registrierungspflicht für Kraftfahrzeuge im Jahr 1906 bis zur Einführung des neuen Systems 1973 ausgegeben wurden, gab es ein regionales Unterscheidungssystem: Am Anfang des Kennzeichens standen ein oder zwei Buchstaben, die den Verwaltungsbezirk (Län) angaben, in dem der Fahrzeuginhaber seinen Wohnsitz hatte (siehe untenstehende Liste); danach folgten bis zu fünf Ziffern, die von 1 bis 99999 fortlaufend vergeben wurden (z. B. A 12345 für ein Kennzeichen aus der Stadt Stockholm).
Das Kennzeichen 1 war dabei immer dem Fahrzeug des landshövding, des politischen Vorstands eines Verwaltungsbezirks, vorbehalten; in Stockholm wurde das Kennzeichen A 1 für das Fahrzeug des Königs verwendet.
In den Verwaltungsbezirken mit Buchstaben A, B, E, F, L, M, O, P, S, T, W, X und Z wurden in den 1950er und 1960er Jahren alle möglichen Nummernkombination vergeben, sodass nach dem Kennbuchstaben noch ein weiterer Buchstabe eingefügt wurde (z. B. OA 12345 für ein Kennzeichen aus dem Verwaltungsbezirk Göteborgs och Bohus län).
Die Grundlage des alten Systems waren die Länsbuchstaben (schwedisch Länsbokstav):
| Länsbuchstabe | Bezirk                                       | Anmerkungen                                                                                    |
| ------------- | -------------------------------------------- | ---------------------------------------------------------------------------------------------- |
| A             | Stockholm (Stadt)                            | bis 1968 eine eigene Verwaltungseinheit; 1969 mit Stockholms Län zusammengelegt (Buchstabe AB) |
| AB            | Stockholms län                               | ab 1969 verwendet; Zusammenlegung der Stadt Stockholm mit der Provinz Stockholm                |
| AC            | Västerbottens län                            |                                                                                                |
| B             | Stockholms län (ausgenommen Stadt Stockholm) | bis 1968; ab 1969 mit der Stadt Stockholm zusammengelegt (Buchstabe AB)                        |
| BD            | Norrbottens län                              |                                                                                                |
| C             | Uppsala län                                  |                                                                                                |
| D             | Södermanlands län                            |                                                                                                |
| E             | Östergötlands län                            |                                                                                                |
| F             | Jönköpings län                               |                                                                                                |
| G             | Kronobergs län                               |                                                                                                |
| H             | Kalmar län                                   |                                                                                                |
| I             | Gotlands län                                 |                                                                                                |
| K             | Blekinge län                                 |                                                                                                |
| L             | Kristianstads län                            | seit 1997 Teil von Skåne län (Buchstabe M)                                                     |
| M             | Malmöhus län                                 | seit 1997 Teil des neu gegründeten Skåne län, das den Buchstaben M übernommen hat              |
| N             | Hallands län                                 |                                                                                                |
| O             | Göteborgs och Bohus län                      | seit 1998 Teil des neu gegründeten Västra Götalands län, das den Buchstaben O übernommen hat   |
| P             | Älvsborgs län                                | seit 1998 Teil von Västra Götalands län (Buchstabe O)                                          |
| R             | Skaraborgs län                               | seit 1998 Teil von Västra Götalands län (Buchstabe O)                                          |
| S             | Värmlands län                                |                                                                                                |
| T             | Örebro län                                   |                                                                                                |
| U             | Västmanlands län                             |                                                                                                |
| W             | Dalarnas län                                 | bis 1997 trug das Län den Namen Kopparbergs län                                                |
| X             | Gävleborgs län                               |                                                                                                |
| Y             | Västernorrlands län                          |                                                                                                |
| Z             | Jämtlands län                                |                                                                                                |

Diese Buchstaben werden heute noch oft z. B. in der Statistik oder ähnlichem verwendet, wo in Tabellen oder anderen Übersichten häufig anstelle des vollen Namens des Län einfach der Buchstabe angeführt wird, so dass sie auch über die Abschaffung des alten Kfz-Kennzeichensystems im Jahr 1973 hinaus praktische Bedeutung behalten haben. Bestimmte Änderungen haben sich in den 1990er Jahren ergeben (siehe Tabelle), die jedoch keinen Einfluss mehr auf die Kennzeichen hatten.
Auch die internationalen Codes nach ISO 3166-2 zur Kodierung der oberen Verwaltungsebenen in den einzelnen Staaten richten sich im Falle von Schweden nach den alten Kfz-Kennzeichen.